# Pierre Nicolas Huilliot
Pierre Nicolas Huilliot, né à Paris en 1674 et mort dans la même ville le 20 décembre 1751, est un peintre français.

## Biographie
Pierre-Nicolas Huilliot est le fils de Claude Huilliot, peintre ordinaire du roi, membre de l'Académie royale de peinture et de sculpture,  et de Marie Duchatel. Il s'est marié le 11 décembre 1709 avec Marie-Marguerite Le Bicheur, fille d'Henry Le Bicheur, peintre de l'Académie, et de Marguerite Legrand.
Il peint des paysages, des natures mortes et des sujets allégoriques.
Il est reçu à l'Académie royale de peinture et de sculpture le 31 décembre 1722.